# Àngel de venjança
Àngel de venjança (títol original, Lila & Eve) és una pel·lícula de drama criminal estatunidenca del 2015 dirigida per Charles Stone III i escrita per Patrick Gilfillan. La pel·lícula és protagonitzada per Viola Davis i Jennifer Lopez. Es va exhibir per primer cop al Festival de Cinema de Sundance de 2015 i es va estrenar a Amèrica del Nord el 17 de juliol de 2015, en un llançament limitat i a la carta a càrrec de Samuel Goldwyn Films. És la segona vegada que Davis i Lopez actuen juntes en una pel·lícula, després d'Un embolic molt perillós el 1998. S'ha doblat i subtitulat al català.

## Producció
El desembre de 2013, Jennifer Lopez i Viola Davis es van unir per protagonitzar aquest drama independent. El 23 de gener de 2014, Yolonda Ross es va unir al repartiment de la pel·lícula, com a membre d'un grup de suport "Mothers of Lost Children", que ajuda les dones que han perdut els fills a causa de la violència. El 27 de gener de 2014, Lifetime Films (la divisió cinematogràfica del canal Lifetime) i A+E Studios van unir-se per produir la pel·lícula juntament amb JuVee Productions i ChickFlick Productions. El 6 de febrer de 2014, Aml Ameen es va afegir al repartiment de la pel·lícula, com el fill gran de la Lila, l'Stephon.
El rodatge va començar el 21 de gener de 2014 a Atlanta.